# Andělský hrad
Andělský hrad (it. Castel Sant'Angelo), původně Hadriánovo mauzoleum, je monumentální kruhová stavba v Římě. Vybudována byla na pravém břehu Tibery mezi lety 135–139, v průběhu věků byla několikrát pobořena, opravena a přebudována. Původně ji nechal vybudovat římský císař Hadrián jakožto rodinné mauzoleum, později sloužila jako papežská pevnost spojená tunelem ve hradbách s Vatikánem, rezidence a vězení. V současné době v ní sídlí muzeum věnované historii budovy a města Říma.

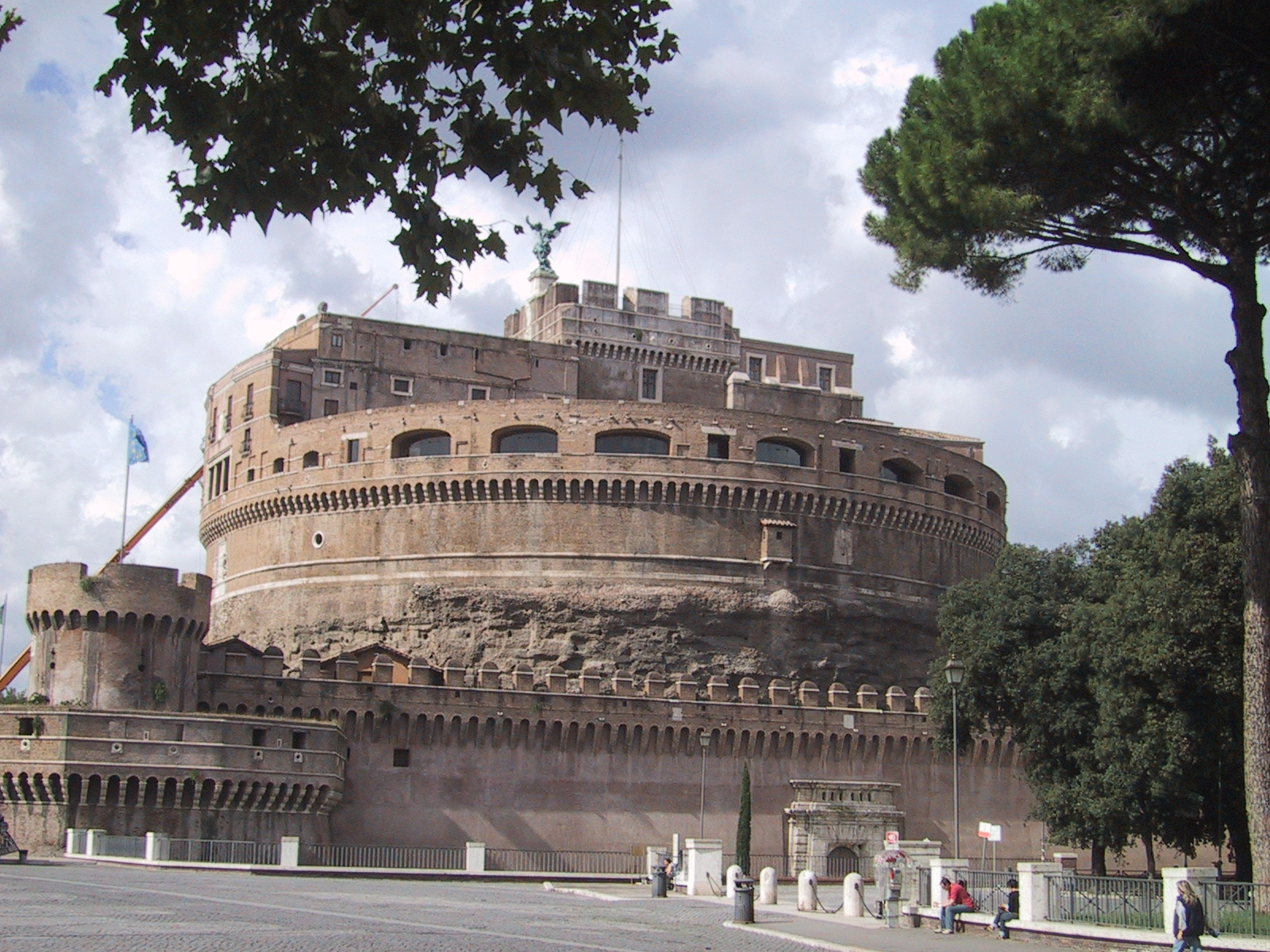
Andělský hrad

## Historie
Stavba byla započata ještě za života Hadriána a dokončena v roce 139 za vlády Antonia Pia. V pozdní antice byla stavba známa pod jménem Hadrianeum.
V Hadriánově mauzoleu jsou pohřbeny následující osobnosti:
- císař Hadrián a jeho manželka Sabina,
- císař Antoninus Pius a jeho manželka Faustina,
- císař Lucius Verus,
- císař Marcus Aurelius,
- císař Commodus,
- císař Septimius Severus,
- císař Marcus Aurelius Antoninus Bassianus, více známý jako Caracalla.

Hrobka měla tvar plochého válce (průměr 64 m a výška 20 m), který stál na soklu tvaru kvádru s délkou strany 84–89 m a výškou 10–15 m. Horní část hrobky byla upravena jako zahrada s cypřišovými stromy. Uprostřed stál nejspíš malý kruhový chrám. Uprostřed mauzolea se nacházela samotná pohřební komora.

## Galerie

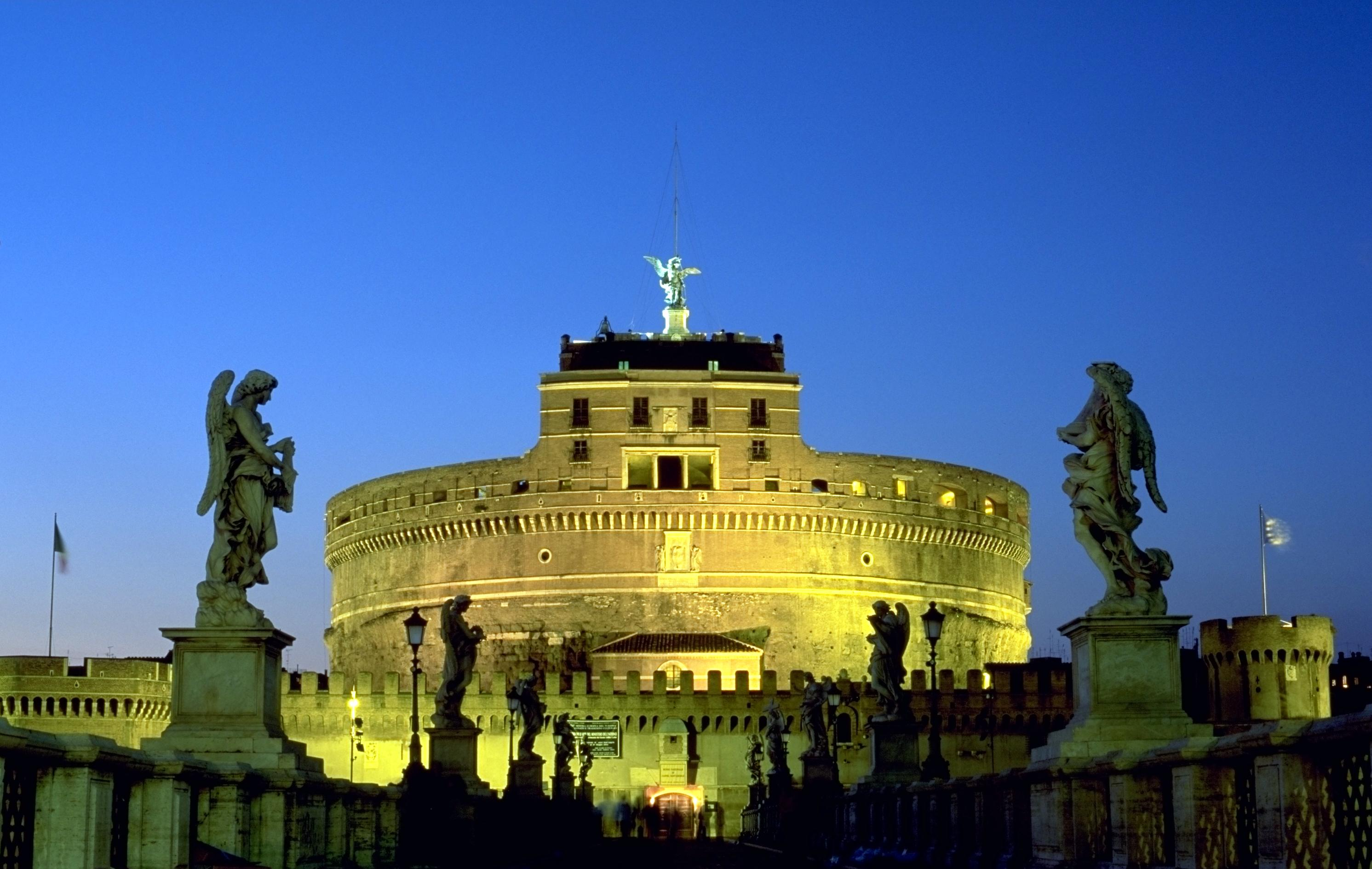
Andělský hrad v noci
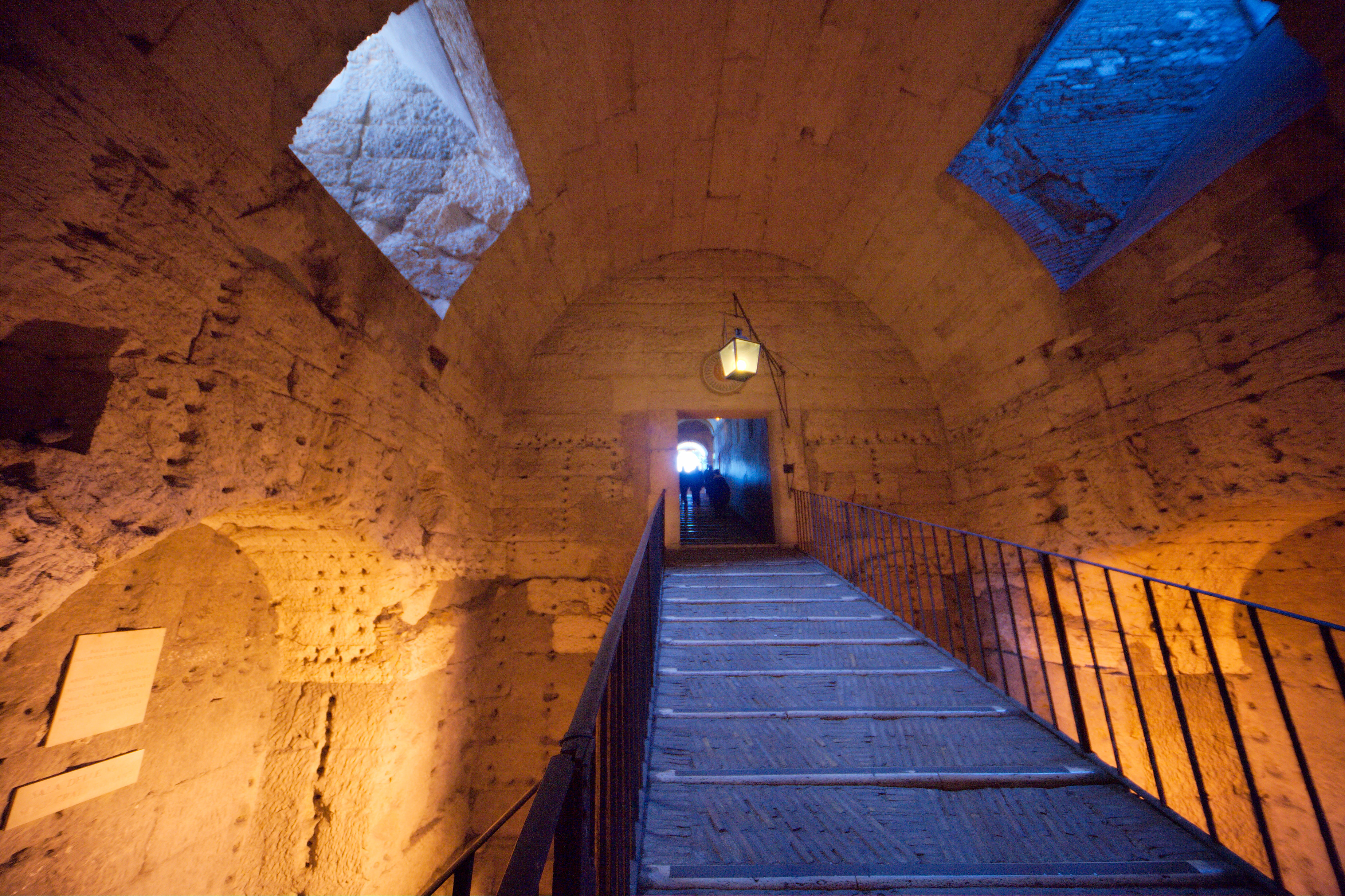
Pohřební komora
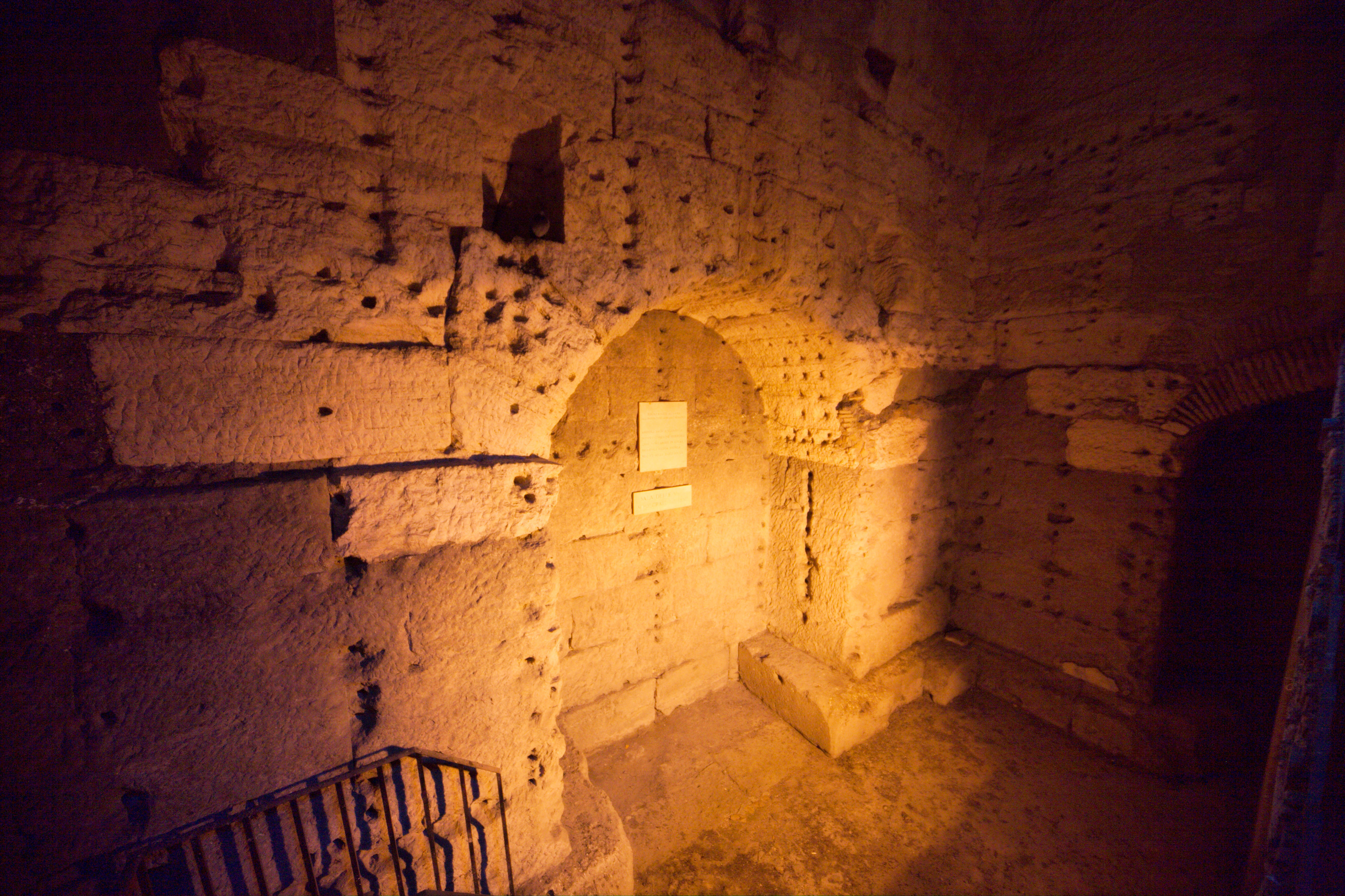
Pohřební komora
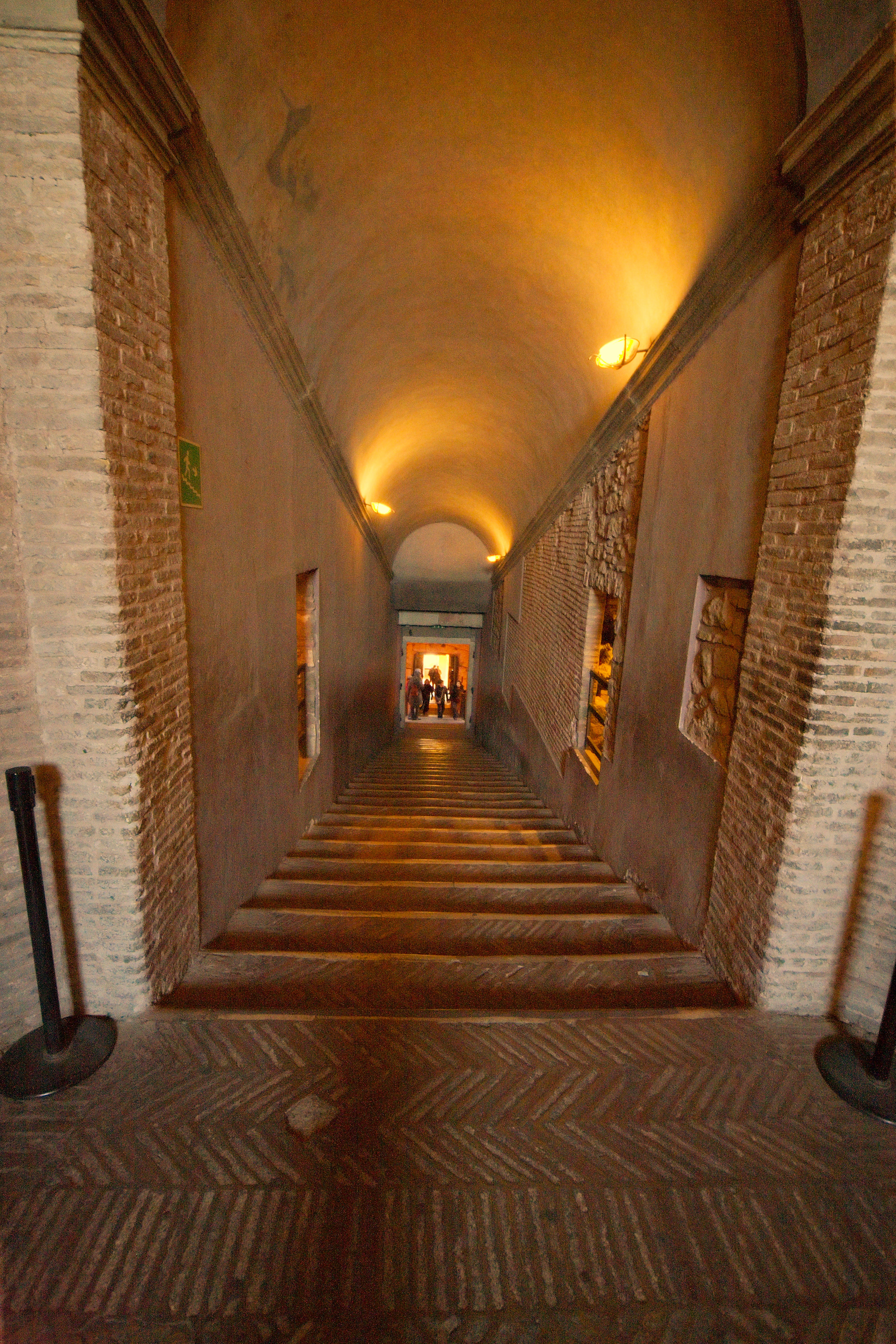
Pohled shora k pohřební komoře